# Miconia longiracemosa
Miconia longiracemosa är en tvåhjärtbladig växtart som beskrevs av Henry Allan Gleason. Miconia longiracemosa ingår i släktet Miconia och familjen Melastomataceae. Inga underarter finns listade i Catalogue of Life.